# Abbaye de Heidenheim
L'abbaye de Heidenheim est une ancienne abbaye bénédictine à Heidenheim, dans le Land de Bavière et le diocèse d'Eichstätt.

## Histoire
L'abbaye est fondée en 752 par Wineblad en accord avec son frère Willibald, le premier évêque d'Eichstätt, en tant que missionnaire de ces Anglo-Saxons dans le Sualafeldgau (de). Wineblad, un disciple de Boniface de Mayence en 739, devient le premier abbé de cette nouvelle église propriétaire bénédictine, qui reçoit des dotations. Après sa mort le 18 décembre 761 dans son monastère en présence de son frère et son enterrement dans l'église abbatiale, sa sœur Walburge devient abbesse et maintient le monastère double selon le modèle anglo-saxon. Après les miracles survenus sur sa tombe juste après la mort de Wineblad, son corps est déterré et enterré à nouveau le 24 septembre 777 dans le chœur de la nouvelle église en construction voulue par Willibald. Cette deuxième église est construite en pierre à la place de la première qui disparaît. En 778, l'église est consacrée au Salvator Mundi.
Après la mort de Walburge le 25 février 779, la personnalité du monastère change. Au cours de l'épiscopat du successeur de Willibald Gerhoh, le monastère est converti en 790 en une collégiale ; les chanoines séculiers reçoivent seulement une partie des marchandises, tandis que l'autre partie va au diocèse et cultivée par une métairie. Il n'y a pas aucune information historique sur la vie communautaire jusqu'au XIIe siècle. Le 21 septembre des années 870 et 879, les os de Walburge et Wineblad sont amenés à Eichstätt, mais les os de Wineblad sont ramenés trois jours plus tard. Au XIe siècle, le monastère reçoit un don important des seigneurs de Lechsgmünd (de). Le fils du comte Leodegar von Lechsgmünd (mort le 21 février 1074 à Gempfing), fondateur de l'abbaye Sainte-Walburge (de), aurait décidé pour se remettre d'une maladie grave de vieillesse en tant que « Canonicus Willibaldinus », même de rejoindre l'abbaye de Heidenheim. Les seigneurs de Truhendingen, qui sont des parents tribaux des Lechsgmünd, font des donations au monastère. Certains des seigneurs de Truhendingen, tels qu'Ulrich et sa femme, se font enterrer dans le monastère. Au XIIe siècle, l'abbaye a besoin d'être réformé, la vie spirituelle des chanoines aristocratiques  est, si l'on en croit les sources, complètement abaissée, et les ordinations sont commerciales (simonie). 

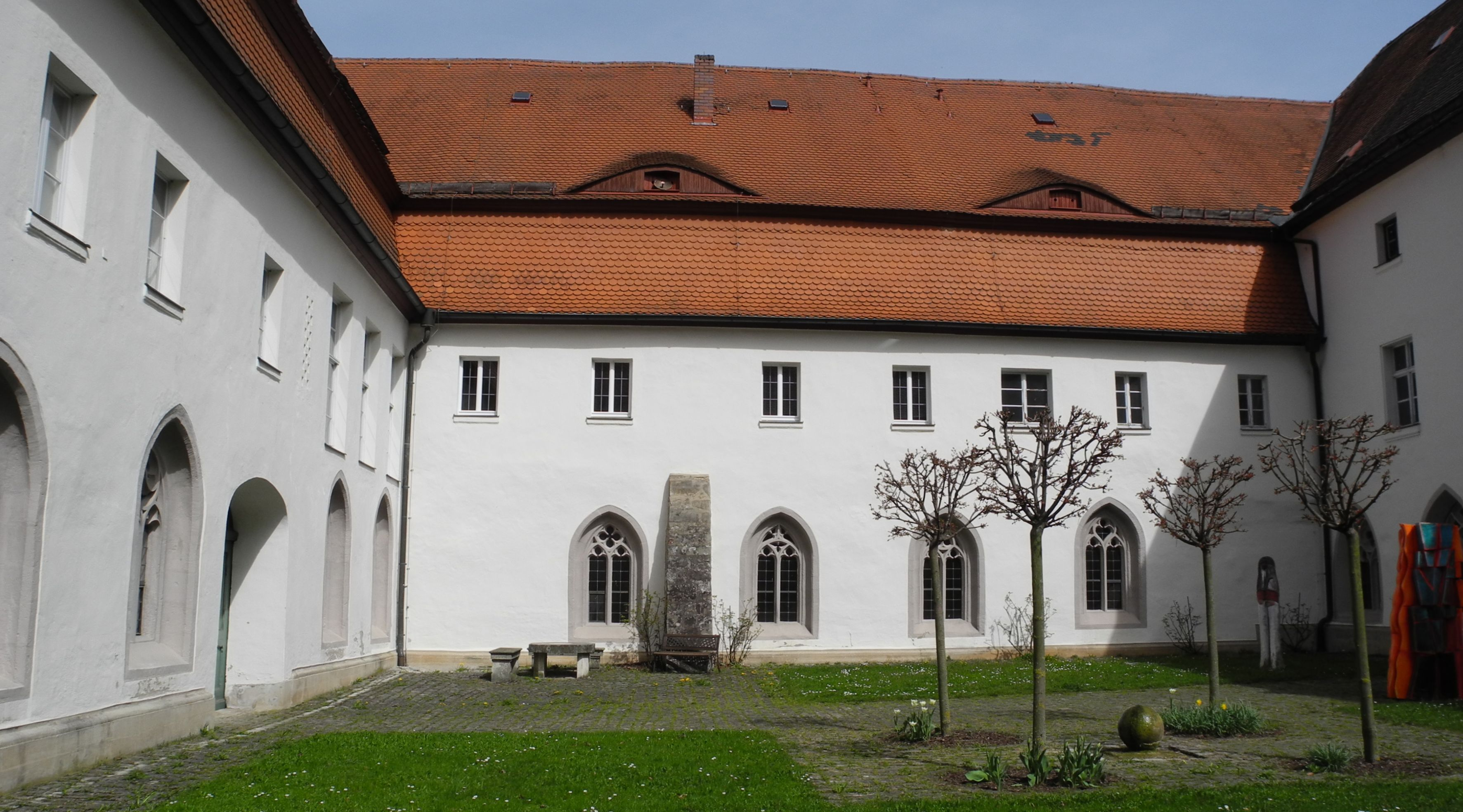
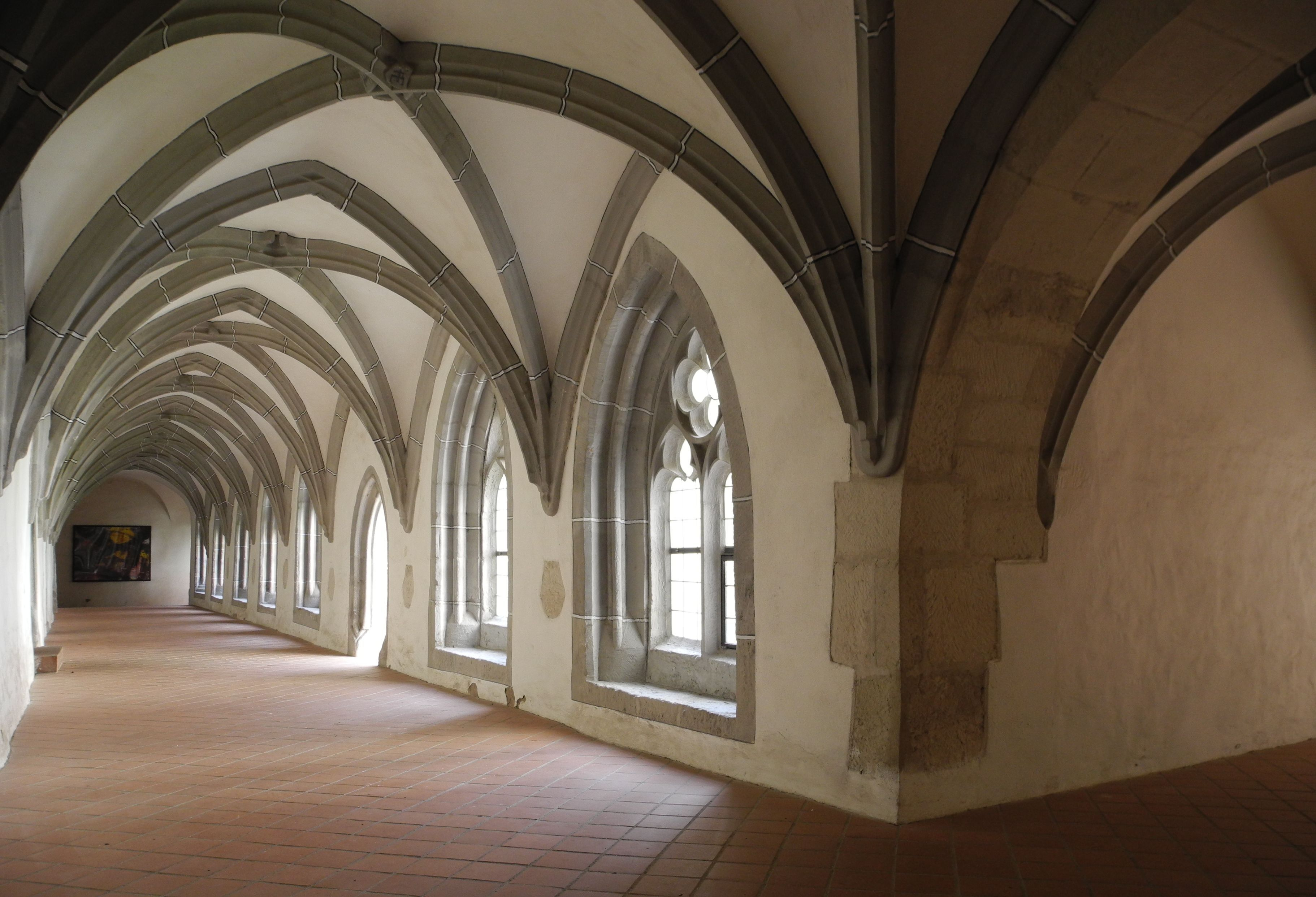

Après que dans le diocèse d'Eichstätt l'abbaye de Kastl (de) adopte la réforme de Hirsau, l'évêque Gebhard impose cette réforme à l'abbaye de Heidenheim, d'abord en renouvelant les chanoines. Le pape Eugène III approuve cette procédure et le plan de Gebhard pour reconstruire un monastère bénédictin à Heidenheim. La mort de Gebhard en 1149 contrecarre le plan, son successeur Burchard est du côté des anciens chanoines qui rejettent la conversion. À l'instigation du chanoine Ilsungus, un réformiste, le pape Eugène III a ordonné l'expulsion des chanoines de Heidenheim et l'établissement d'un monastère bénédictin. L'excommunication n'est pas prononcée, après de longues négociations à Nuremberg, ils acceptent cette nouvelle vie monastique.
En 1155, Heidenheim est encore un monastère bénédictin. Un renouveau fondamental s'ensuivit avec le bâtiment roman, bâti selon la réforme de Hirsau, qui est consacré entre 1182 et 1188. La nef et le transept sont encore conservés. Avant 1363, le chœur est construit dans le style gothique. Au XIIIe siècle et XIVe siècle, les personnages fondateurs de l'abbaye ont de nouvelles tombes.
L'abbaye est dissoute en 1537 au moment de la Réforme protestante. Jusqu'en 1805, les bâtiments du monastère servent de logement et de bureaux. Les os de Wunibald disparaissent. L'ancienne église du monastère sert à la paroisse protestante luthérienne de Heidenheim.